# Arnoldus van Anthonissen
Arnoldus van Anthonissen (Leiden, gedoopt op 13 april 1631 – Zierikzee, overleden 1703) was een schilder van zeegezichten uit de gouden eeuw.

## Leven
Arnoldus stamde uit een familie van marineschilders. Volgens het Rijksbureau voor Kunsthistorische Documentatie (RKD) was hij de zoon van de marineschilder Hendrick van Anthonissen en Judith Flessiers. Zijn beide grootvaders waren de marineschilders: Aert Anthonisz en Balthasar Flessiers. Ook zijn oom Willem Flessiers was marineschilder. Zijn tante, Janneke Flessiers, was gehuwd met de marineschilder Jan Porcellis. Zijn eerste opleiding kreeg hij waarschijnlijk van zijn vader. Zijn ouders verhuisden in 1642 naar Amsterdam. Ze woonden daar in de Sint Antoniesbreestraat. Arnoldus verhuisde in 1660 naar Leiden en trad op 28 september 1662 in het huwelijk met Catharina Herpers van Renen uit Leiden; zij woonden aan de Pieterskerkgracht. Hij was deken van de grofschilders in het Sint Lucasgilde. In 1664 verhuisde hij naar Zierikzee waar hij poorter werd en eigenaar van een hoedenwinkel, die door zijn vrouw gedreven werd. Van 1665 tot 1669 was hij lid van het Sint Lucasgilde in Middelburg als fijnschilder en marmerschilder. Hij schilderde ook wapenschilden en een kaart van Schouwen-Duiveland. Hij hertrouwde in 1681 met Machelina van IJsselstein. Vanaf 1671 tot aan zijn overlijden in 1703 was hij actief in Zierikzee als kunsthandelaar.

## Werk
Hij is vooral bekend om zijn zeegezichten en kaarten van Schouwen en Duiveland. Zijn monogram is AA. Er zijn ongeveer dertig werken van hem bekend.